# Бёк, Август
Филипп Август Бёк (нем. Philipp August Böckh; 24 ноября 1785, Карлсруэ — 3 августа 1867, Берлин) — немецкий филолог-классик и историк-эллинист XIX века, основоположник греческой эпиграфики.
Известен прежде всего как составитель первого научного критического издания «Свода греческих надписей» («Corpus Inscriptionum Graecarum», 1824—1859), положившего начало современной эпиграфике.

## Биография
Родился 24 ноября 1785 года в Карлсруэ, в семье судебного секретаря и имперского нотариуса на службе у маркграфа Баденского Георга Маттеуса Бёка (?—1790); был младшим из шести детей.
С 1791 года учился в гимназии Бисмарка. С 1803 года стал изучать протестантское богословие в Галльском университете. Но под впечатлением филолога-классика Фридриха Августа Вольфа он прервал занятия богословием и занялся филологией. Также слушал лекции Фридриха Шлейермахера, лекции которого о Платоне произвели на него впечатление.
В 1806/1807 учебном году преподавал в берлинской гимназии «Grauen Kloster». Степень доктора получил в Галле 15 марта 1807 года за трактат о старинной музыке «De Harmonic veterum».
В октябре 1807 года он получил хабилитацию в Гейдельбергском университете за сочинение «Specimen editionis Timaei Platonis dialogi» и был назначен адъюнкт-профессором филологии. После того, как он отклонил предложение Кёнигсбергского университета, в 1809 году получил звание профессора. В том же году женился на Доротее Вагеманн (1790—1829).
Осенью 1810 года получил предложение перейти в открывающийся Берлинский университет и с весны 1811 года стал профессором кафедры красноречия и древней литературы (классической словесности). Как выразился историк Макс Ленц, именно Бёк являлся на протяжении 1830—1850-х годов бесспорным «первым человеком» Берлинского университета; он шесть раз становился деканом и пять раз занимал должность ректора (1825/1826, 1830/1831, 1837/1838, 1846/1847, 1859/1860). В 1812 году основал филологический (затем — педагогический) семинар, которым руководил до 1867 года.
Его называют последователем Б. Г. Нибура, который отмечал о Бёке: «Я знаю в Германии только одного филолога, способного столь мастерски… читать политические документы Древней Греции, аттическое право и т. п., а также грамматическую часть, включающую комментарии к поэтам и т. п.».
Он был членом Прусской академии наук (1814), Баварской академии наук (1820), Гёттингенской академии наук (1830), Нидерландской королевской академии наук (1830), Французской академии надписей и изящной словесности (1831), Петербургской академии наук (1844), Американской академии искусств и наук (1853), Австрийской академии наук (1855).

## Научная деятельность
Его ученые труды доставили ему звание члена чуть ли не всех европейских академий. Главная заслуга Бёка состоит в том, что он первый высказал мнение, что филология не должна ограничиваться изучением языков, а включать в себя понимание государственных, социальных и проч. условий их существования. Четыре направления в изучении текстов, вычлененные Бёком, определили черты развития современной филологии: изучение грамматической структуры и функций составляющих текста, изучение исторического контекста для существования последнего, генеалогия текста, индивидуальные черты его автора.
- Его книга «Die Staatshaltung der Athener» («Государственное хозяйство афинян», 1817) открыла собой новую эпоху в изучении народохозяйственных и политических условий древнего мира. К той же группе трудов относятся и другие его два сочинения:
- «Metrologische Untersuchungen über Gewichte, Münzfusse und Masse des Alterhums» (1838) и
- «Urkunden über das Seewesen des Attischen Staats» (1840).
- Из более ранних произведений Бёка надо упомянуть сочинения о Платоне (1806), критическое исследование о трех великих греческих трагиках и трактат о стихосложении Пиндара.
- По поручению Берлинской академии издал коллекцию греческих надписей с объяснениями под заглавием Corpus inscriptionum graecarum (1824—59, 3 т., продолжено Францем, Кирхгофом, Курциусом и Релем, 1877). Бек издал т. 1‒2, к остальным подготовил материал[10]. Всего около 7000 надписей[11].
- Его академические речи и другие статьи вышли отдельными изданием в 7 томах (Лейпц., 1858—72).
- Ему принадлежит также существенное участие в издании сочинений Фридриха Великого, сделанном Академией наук.
- Из его академических лекций Братушек составил особую книгу «Энциклопедия филологии» (Encyclopadie und Methodologie der philologischen Wissenschaften, 1877)
- Его «Переписка с Карлом Отфридом Мюллером» была опубликована в Лейпциге.